# Paul Goggins
Paul Gerard Goggins PC (* 16. Juni 1953 in Manchester; † 7. Januar 2014) war ein britischer Politiker der Labour Party, der mehrere Jahre Mitglied des House of Commons war sowie in den Regierungen von Tony Blair sowie Gordon Brown verschiedene Juniorministerposten im Innenministerium (Home Office) und Nordirlandministerium (Northern Ireland Office) bekleidete. Im Unterhaus vertrat er von 1997 bis zu seinem Tod den neugeschaffenen Wahlkreis Wythenshawe and Sale East von Manchester, zu dem auch der Flughafen Manchester gehört, und setzte sich nachhaltig für zahlreiche Belange seiner Heimatstadt ein wie zum Beispiel die Wiedereinrichtung von Stehplätzen im Etihad Stadium von Manchester City sowie im Old Trafford von Manchester United. Weiterhin trat er für eine Senkung der Luftverkehrabgabe (Air Passenger Duty) und den Bau der Schnellfahrstrecke HS2 (High Speed 2) vom Londoner Bahnhof Euston nach Manchester zur Beförderung von Flugpassagieren.
Der ausgebildete Sozialarbeiter und ehemalige Student an einem katholischen Priesterseminar war ein eifriger Unterstützer sozialpolitischer Kampagnen, insbesondere für Pflege- und Straßenkinder, und setzte sich besonders für die Beendigung der Regel ein, dass Pflegekinder ihre Pflegefamilien vor dem 18. Geburtstag verlassen mussten. Goggins, der auch Vorsitzender des Kardinal Hume-Zentrums für junge Obdachlose in Westminster sowie Mitbegründer der überparteilichen Gruppe zur Unterstützung der Katholischen Agentur für überseeische Entwicklung CAFOD (Catholic Agency For Overseas Development) war, war einer der wenigen Abgeordneten der Labour Party, die im Februar 2013 gegen den Gesetzentwurf für eine gleichgeschlechtliche Ehe stimmten.

## Leben

### Studium und Sozialarbeiter
Goggins begann nach dem Besuch des römisch-katholischen St Bede’s College ein Studium am Ushaw College, dem katholischen Priesterseminar der Durham University. Dieses brach er jedoch 1973 ab und absolvierte stattdessen ein Studium im Fach Jugendsozialarbeit am Birmingham Polytechnic, das er 1976 mit einem Zertifikat abschloss. Bereits während des Studiums war er Mitarbeiter in der Kinderbetreuung des katholischen Sozialdienstes in Liverpool und im Anschluss nach Beendigung von 1976 bis 1984 Leiter eines Kinderheims in Wigan.
Daneben absolvierte er weitere Fortbildungen im Fach Sozialarbeit am Manchester Polytechnic. Nachdem er zwischen 1984 und 1989 Projektdirektor der Kinderwohlfahrtsorganisation Action for Children in Salford war, arbeitete er von 1989 bis 1997 als Nationaler Direktor von Church Action on Poverty, einer ökumenischen christlichen Organisation der freien Wohlfahrtspflege auf dem Gebiet der sozialen Gerechtigkeit und zur Bekämpfung der Armut in Großbritannien.
Er setzte sich besonders für die Beendigung der Regel ein, dass Pflegekinder ihre Pflegefamilien vor dem 18. Geburtstag verlassen mussten. Goggins war später auch Vorsitzender des Kardinal Hume-Zentrums für junge Obdachlose in Westminster sowie Mitbegründer der überparteilichen Gruppe zur Unterstützung der Katholischen Agentur für überseeische Entwicklung CAFOD (Catholic Agency For Overseas Development) war.

### Unterhausabgeordneter
Seine politische Laufbahn begann Goggins 1990, als er Vertreter der Labour Party zum Mitglied des Stadtrates von Salford gewählt wurde. Nachdem nach dem Rücktritt von Alf Morris dessen bisheriger Wahlkreis Manchester Wythenshawa im neuen Wahlkreis Wythenshawe and Sale East aufging, wurde Goggins bei den Unterhauswahlen vom 1. Mai 1997 mit einer Mehrheit von 15.019 Wählerstimmen erstmals als Abgeordneter in das House of Commons gewählt und gehörte diesem fast 17 Jahre lang bis zu seinem Tod an. Zu Beginn seiner Parlamentszugehörigkeit wurde er Mitglied des Unterhausausschusses für soziale Sicherheit (Social Security Select Committee).
In seinem Wahlkreis, zu dem auch der Flughafen Manchester gehört, und setzte er sich nachhaltig für zahlreiche Belange seiner Heimatstadt ein wie zum Beispiel die Wiedereinrichtung von Stehplätzen im Etihad Stadium von Manchester City sowie im Old Trafford von Manchester United. Weiterhin trat er für eine Senkung der Luftverkehrabgabe (Air Passenger Duty) und den Bau der Schnellfahrstrecke HS2 (High Speed 2) vom Londoner Bahnhof Euston nach Manchester zur Beförderung von Flugpassagieren.

### Aufstieg zum Staatsminister
Im Oktober 1998 übernahm er als Parlamentarischer Privatsekretär (Parliamentary Private Secretary) von John Denham, dem Staatsminister im Ministerium für soziale Sicherheit, sein erstes Regierungsamt. Er blieb Parlamentarischer Privatsekretär Denhams, nachdem dieser im Januar 1999 Staatsminister im Gesundheitsministerium wurde.
Im Dezember 2000 wurde Goggins Parlamentarischer Privatsekretär beim Minister für Bildung und Beschäftigung David Blunkett. Nachdem Blunkett im Juni 2001 Innenminister wurde, blieb Goggins zunächst weiterhin dessen Parlamentarischer Privatsekretär, ehe er im Mai 2003 Parlamentarischer Unterstaatssekretär (Parliamentary Under-Secretary) mit der Zuständigkeit für Strafvollzug und Bewährung im Innenministerium wurde und auch in dieser Funktion einer der engsten Mitarbeiter Blunketts blieb. Diese Funktion behielt er auch nach dem Rücktritt Blunketts im Dezember 2004 unter dessen Nachfolger Charles Clarke und übernahm innerhalb des Innenministeriums als Parlamentarischer Unterstaatssekretär nach den Unterhauswahlen vom 5. Mai 2005 neben den Bereichen Strafvollzug und Bewährung zusätzlich die Verantwortung für schwere und organisierte Kriminalität, Freiwilligenarbeit sowie Glaubens- und Rassengleichheit.
Im Mai 2006 wurde Goggins durch Premierminister Tony Blair als Parlamentarischer Unterstaatssekretär ins Nordirlandministerium versetzt, in dem er die Zuständigkeit für Gesundheit, Sicherheit und Strafvollzug übernahm und einer der engsten Mitarbeiter von Nordirlandminister Peter Hain übernahm. Kurz bevor Tony Blair im Juni 2007 das Amt des Premierministers an Gordon Brown übergab, wurde Goggins zum Staatsminister im Nordirlandministerium ernannt. Als solcher war er weiterhin für Sicherheit zuständig und trug maßgeblich Mitverantwortung in den politischen Bemühungen zur Beendigung des Nordirlandkonflikts. Seine dortigen Verdienste würdigte Premierminister Brown, in dem er ihn 2009 zum Privy Counsellor ernannte.
Nach der Niederlage der Labour Party bei den Unterhauswahlen vom 6. Mai 2010 und dem damit verbundenen Ende der Amtszeit von Premierminister Brown unterstützte Goggins die erfolglose Kandidatur von Andy Burnham gegen Ed Miliband um das Amt des Vorsitzenden der Labour Party. Goggins, der zuletzt Mitglied des Unterhausausschusses für Nachrichtendienste und Sicherheit war, war einer der wenigen Abgeordneten der Labour Party, die im Februar 2013 gegen den Gesetzentwurf für eine gleichgeschlechtliche Ehe stimmten.
Goggins war seit 1977 mit Wyn Bartley verheiratet und hatte zwei Söhne sowie eine Tochter. Er starb an den Folgen einer intrazerebralen Blutung.